# Observatoire de Saji
L’observatoire de Saji est situé à Saji dans la préfecture de Tottori au Japon.
Il porte le code 867 de la liste d'observatoires astronomiques.
Le Centre des planètes mineures le crédite de la découverte de vingt-deux astéroïdes entre 1995 et 2002.
L'astéroïde (8738) Saji a été nommé en son honneur.
| (8738) Saji              | 5 janvier 1997    |
| (14543) Sajigawasuiseki  | 28 septembre 1997 |
| (16730) Nijisseiki       | 17 avril 1996     |
| (16731) Mitsumata        | 17 avril 1996     |
| (17672) 1996 XS25        | 11 décembre 1996  |
| (17673) Houkidaisen      | 15 décembre 1996  |
| (17748) Uedashoji        | 1er février 1998  |
| (31151) Sajichugaku      | 29 octobre 1997   |
| (35370) Daisakyu         | 29 octobre 1997   |
| (36036) Bonucci          | 8 août 1999       |
| (69421) Keizosaji        | 22 décembre 1995  |
| (73862) Mochigasechugaku | 15 décembre 1996  |
| (73955) Asaka            | 22 octobre 1997   |
| (75058) Hanau            | 6 novembre 1999   |
| (77560) Furusato         | 17 mai 2001       |
| (85422) Maedanaoe        | 13 décembre 1996  |
| (88071) Taniguchijiro    | 4 novembre 2000   |
| (90875) Hoshitori        | 3 novembre 1996   |
| (100691) 1997 YF7        | 25 décembre 1997  |
| (102621) 1999 VO25       | 13 novembre 1999  |
| (165167) 2000 QY109      | 28 août 2000      |